# 世界へジャンプ! ハイソ・サンライズ・プレゼント
『世界へジャンプ! ハイソ・サンライズ・プレゼント』（せかいへジャンプ! ハイソ・サンライズ・プレゼント）は、1970年11月21日にCBS・ソニーレコードから発売された、ハイソサエティーのメジャー・デビュー・アルバム。LP規格品番：SOND-66045。2022年3月時点で未CD化。

## 内容
全14曲入りの1stアルバムは、寺山修司、三保敬太郎、片桐和子、田中未知からのオリジナル楽曲提供に加え、洋楽ポップスのカバー曲を収録。収録曲の半数近くを自身で編曲しているのも特徴。フォーリーブス、ジューク・ボックスがゲスト参加しており、見開きディスクジャケットの裏面に登場している。

## 収録曲
特記以外全編曲：ハイ・ソサエティー

### SIDE A
1. 世界へジャンプ!
  - 作詞：寺山修司
  - 作曲・編曲：三保敬太郎
2. 何かいいことありそうだ
  - 作詞：片桐和子
  - 作曲・編曲：三保敬太郎
3. 赤とんぼ
  - 作曲：山田耕筰
4. サニー
  - 作詞・作曲：ボビー・ヘブ
5. 明日に架ける橋
  - 作曲：ポール・サイモン
6. ルシール
  - 作詞・作曲：アルバート・コリンズ&リチャード・ウェイン・ペニマン
7. 裸の少年
  - 詩の朗読：北公次
  - 作曲・編曲：三保敬太郎
8. 質問
  - 作詞：寺山修司　作曲：田中未知

### SIDE B
1. エリノア・リグビー
  - 作曲：レノン＝マッカートニー
  - 編曲：三保敬太郎
2. ロミオとジュリエット
  - 作曲：ニーノ・ロータ
  - 編曲：三保敬太郎
3. ロシアより愛をこめて
  - 作曲：ライオネルバート
4. ガラスの部屋
  - 作曲：ロベルト・ムロロ&A.アメンドロ
  - 編曲：三保敬太郎
5. 若き悩み
  - 作曲・編曲：三保敬太郎
6. 世界へジャンプ!
  - 作詞：寺山修司
  - 作曲・編曲：三保敬太郎